# Pluralizm (socjologia)
Pluralizm – w życiu społecznym jest to taka sytuacja w funkcjonowaniu państwa lub innej organizacji, gdy różne grupy mają prawo wyrażać swoje interesy, w tym zwłaszcza mieć udział w sprawowaniu władzy. Pluralizm zakłada poszanowanie zróżnicowań społecznych i kulturowych i uznanie równości poglądów.
Pluralizm kulturowy dotyczy świadomego wysiłku grup mniejszościowych celem podtrzymania własnej etniczności. Mniejszość jednocześnie pracuje na uzyskanie politycznego i ekonomicznego wpływu w społeczeństwie dominującym. 
Pluralizm jest kategorią trwałego występowania kilku kategorii kulturowych w społeczeństwie, z połączeniem z akceptacją ze strony grupy większościowej oraz równością grup mniejszościowych.